# Осун-Осогбо
Осун-Осогбо, Осун-Ошогбо (йоруба Ọ̀ṣun-Òṣogbo [ɔ̀ʃũ̄ òʃōɡ͡bō]) — священный для племён йоруба лес, расположенный вдоль реки Ошун недалеко от города Ошогбо (штат Осун, Нигерия). Является одним из последних массивов первичных влажнотропических лесов на юге Нигерии. Почитается народом йоруба как место обитания богини плодородия Осун. В роще содержится большое количество святилищ, скульптур и произведений искусства, посвященных богине Осун и другим божествам народа йоруба. Осун-Осогбо иллюстрирует обычай, распространённый среди негров в старые времена, закладывать рощу около каждого поселения. С 2005 года является объектом Всемирного наследия ЮНЕСКО.

## История
Роща Осун-Осогбо имеет общую площадь около 75 гектаров и расположена на берегах реки Осун, в окрестности города Осогбо, штата Осун Нигерии. Она является священной для народа йоруба и считается местом обитания богини плодородия Осун. В ней расположены дворец, сорок святынь, посвященных Осун и другим божествам йоруба, а также ещё девять мест поклонения на берегу реки — все соединены между собой ритуальными тропами. Считается, что Осун является духовной матерью населения города Осогбо, а священная роща символизирует договор, заключенный между Ларуйе, основателем поселения, и богиней: защита и процветание в обмен на почитание духа леса и возведение храма в её честь.
До 30-40-х годов XX века каждый город народа йоруба имел подобные священные рощи. Но под давлением урбанизации, распространением ислама и изменений в культуре, большинство из них атрофировались или исчезли вообще. Осун-Осогбо постигла бы аналогичная судьба, если бы не вмешательство deСюзанны Венгер — австрийской художницы, которая эмигрировала из Европы в Нигерию, где заинтересовалась и начала изучать культуру йоруба, через некоторое время обручилась с местным священником и стала верховной жрицей.

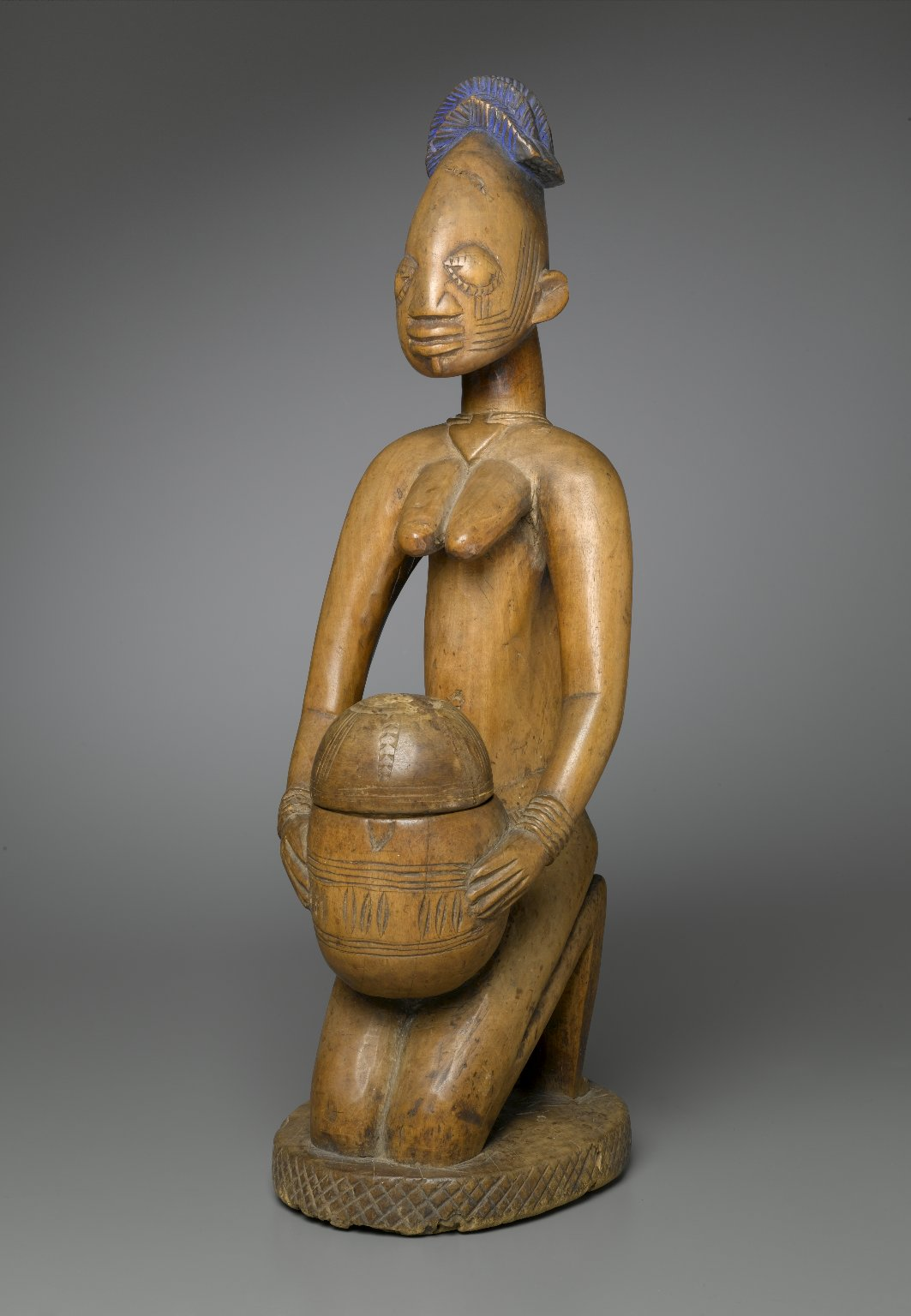
Образец деревянной скульптуры из Осогбо

В начале 1950-х годов изменения в политическом устройстве и религиозных предпочтениях в Нигерии оказали своё влияние и на Осун-Осогбо: проведением традиционных ритуалов и обрядов поклонения стали пренебрегать, постепенно уменьшалось количество священников и последователей религии, распространилось мародёрство и хищение скульптур. Кроме того, часть Священной рощи была отведена на нужды сельского хозяйства: вырубались деревья, закладывались плантации тика, стали законными, ранее запрещенные, охота и рыболовство на её территории.
Общественная активистка и поклонница культуры йоруба, Сюзанна Венгер переехала в Осогбо и, при поддержке местной общины, создала движение нового сакрального искусства, целью которого стало возвращение утраченных земель, запрет промыслов и защита Священной рощи от полного уничтожения. Привлекая к сотрудничеству и других художников, Венгер начала постепенное восстановление Осун-Осогбо. Все утраченные скульптуры были восстановлены, но исполнены, в отличие от традиционных — подвижных, деревянных и небольшого размера, — стационарными, большими, из цемента и железа, что должно было отпугивать грабителей и защитить от дальнейшего ограбления Священной рощи. При этом скульптуры всё же изготавливались согласно мифологии йоруба, через консультации с богами, которые проводились по установленным традициям. Постепенно Осун-Осогбо был полностью восстановлен и стал символом самоидентификации для всего народа йоруба, а также визитной карточкой города Осогбо. В 1965 году части Священной рощи был присвоен статус национального памятника, в 1992 — всему объекту площадью 75 гектаров, в 2005 он вошёл в число Всемирного наследия ЮНЕСКО. Целиком посвятив себя Осун-Осогбо, Сюзанна Венгер до последних дней жила в Нигерии, умерла в 2009 в возрасте 93 лет.

## Фестиваль

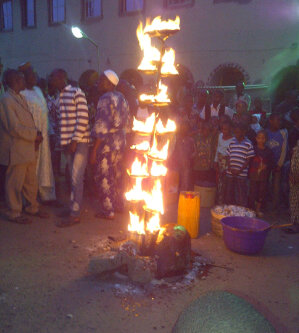
Священный костёр Фестиваля Осун-Осогбо

Восстановленный Осун-Осогбо стал местом паломничества и главным сакральным объектом для йоруба, в том числе и для представителей африканской диаспоры. Также, ещё с 1370 года до наших дней сохранилась традиция проведения каждый август празднований, которые символизируют воссоединение народа со своими предками и основателями Осогбо, призванные вызывать духи бывших царей, а также поддерживать связи с божествами из Священной рощи. В настоящее время мероприятия получили название «Фестиваль Осун-Осогбо», на который, кроме этнических йоруба, приезжают многочисленные туристы.
Фестиваль длится двенадцать дней и начинается традиционным духовным очищением города под названием Ивопокпо (йоруба Ìwòpòpò). Затем, через три дня, торжественно зажигается 500-летний светильник, который называется Олоджумериндинлогун (йоруба Olójúmérìndínlógún). Ещё через четыре дня происходит Ибориаде (йоруба Ìboríadé) — собрание всех бывших правителей для осуществления благословения. Завершается фестиваль праздничным шествием всего народа к Священной роще во главе со священниками и жрецами — с песнями, танцами и в сопровождении барабанщиков.

## Научное значение
Кроме культурного и исторического, Священная роща Осун-Осогбо имеет также научное и образовательное значение. Благодаря своему богатому животному и растительному миру, она стала местом проведения различных исследований и наблюдений. Её густые лесные насаждения являются одними из последних уцелевших высоких лесов на юге Нигерии, растительный мир которых насчитывает более 400 различных видов, из которых около двухсот используются с лечебной целью.

## Галерея

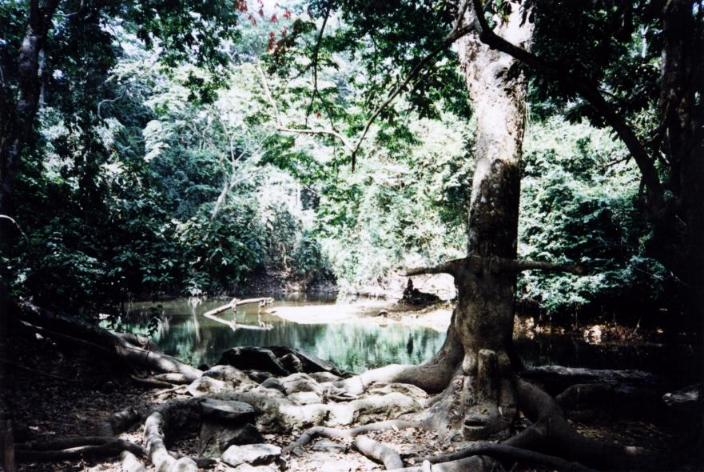
Река Осун
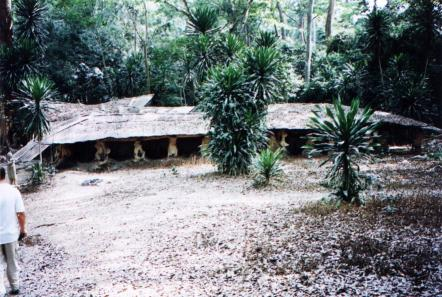
Строения на территории Священной рощи
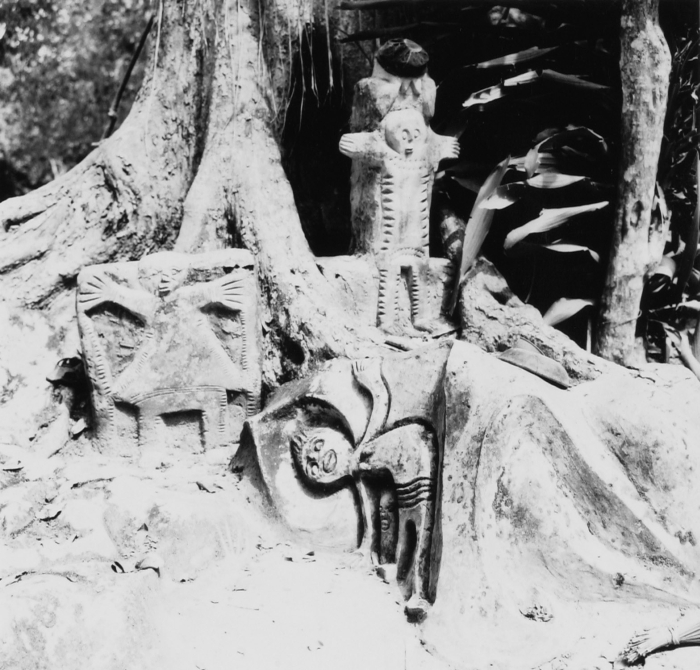
Скульптуры в Священной роще
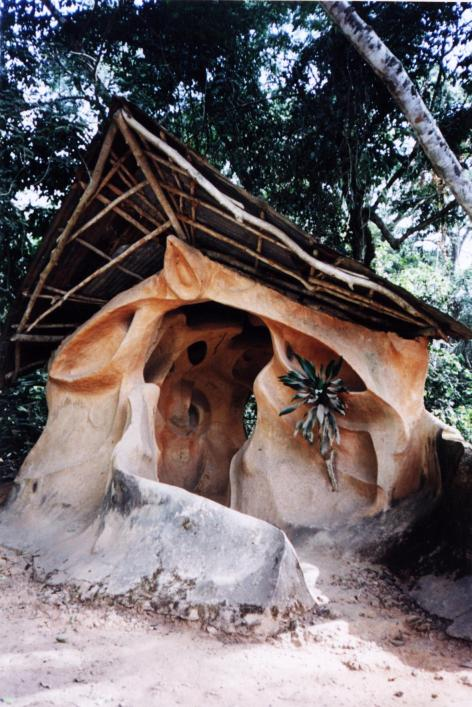
Одно из святилищ в Осун-Осогбо
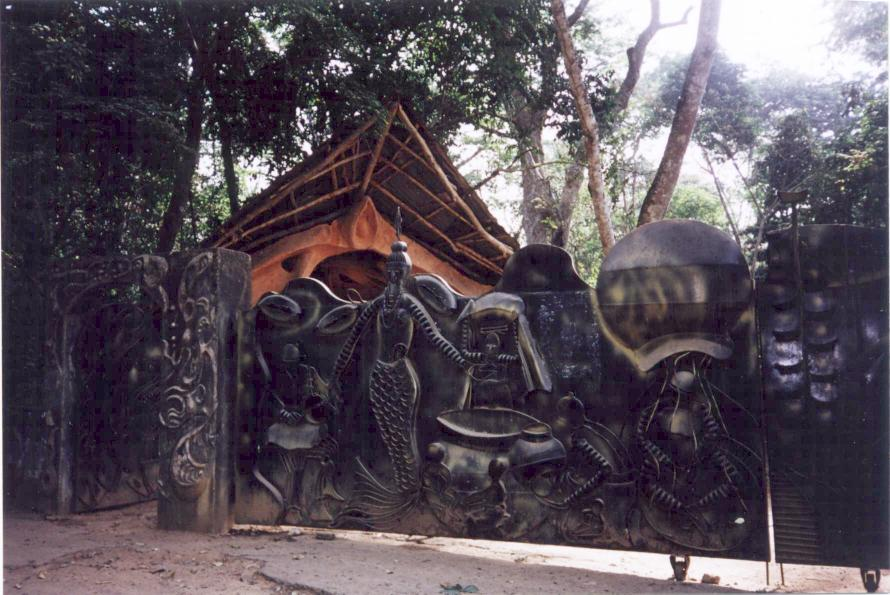
Храм богини Осун
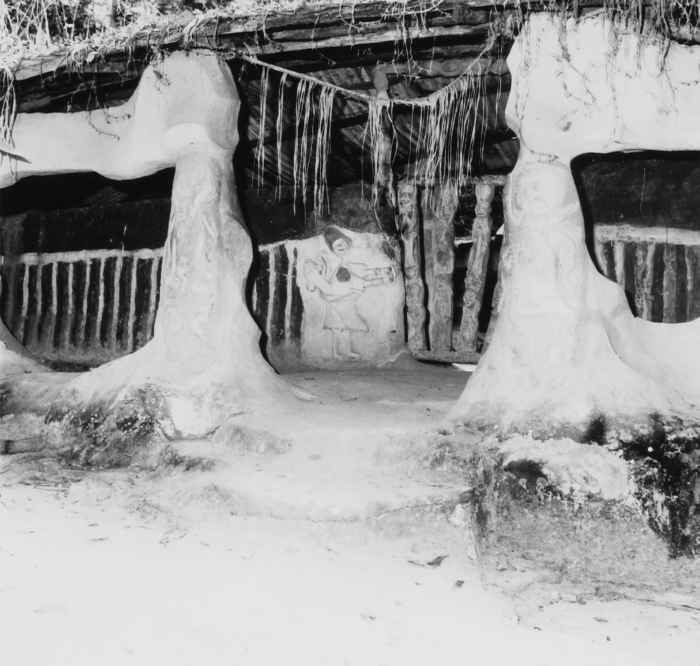
Вход в храм богини Осун
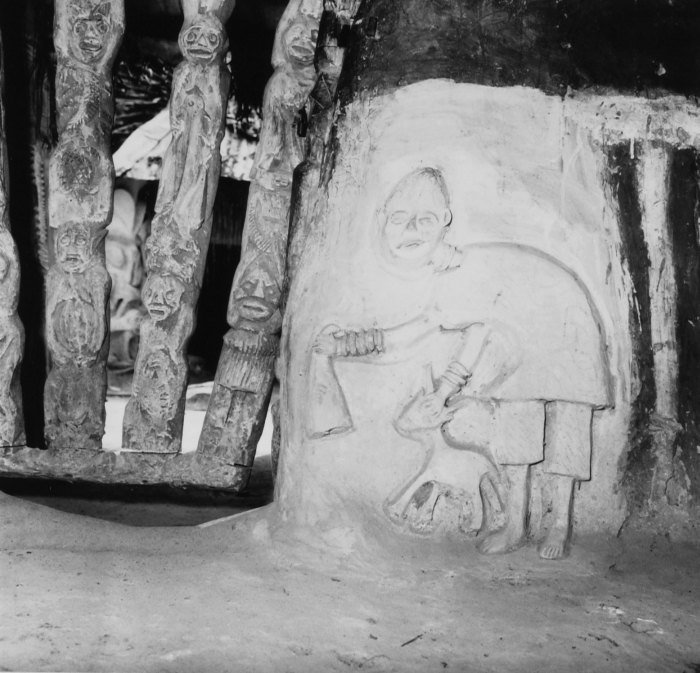
Барельеф на входе в храм богини Осун
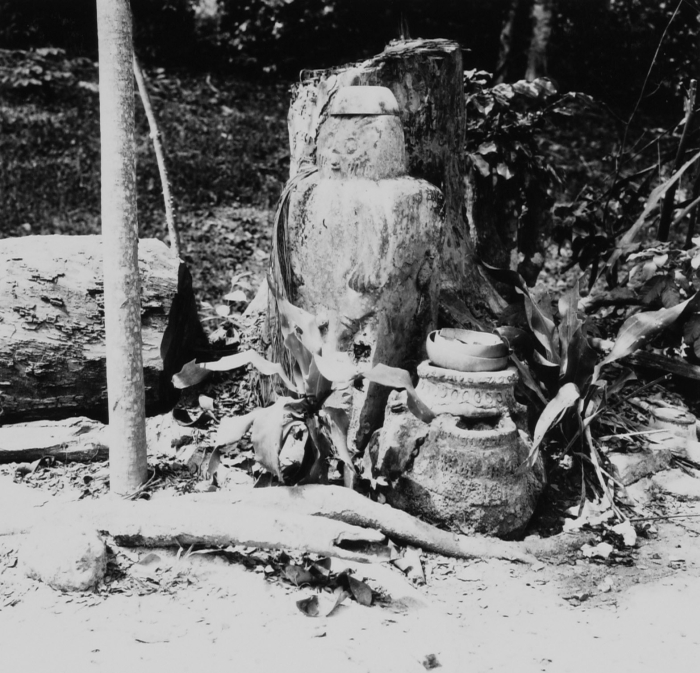
Скульптура божества в Осун-Осогбо